# ایستگاه راه‌آهن کرو
ایستگاه راه‌آهن کرو (انگلیسی: Crewe railway station) یک ایستگاه راه‌آهن در کرو، چشر، انگلستان است.
این ایستگاه که در سال ۱۸۳۷ تأسیس شده جزئی از خط اصلی ساحل غربی است.

## نگارخانه

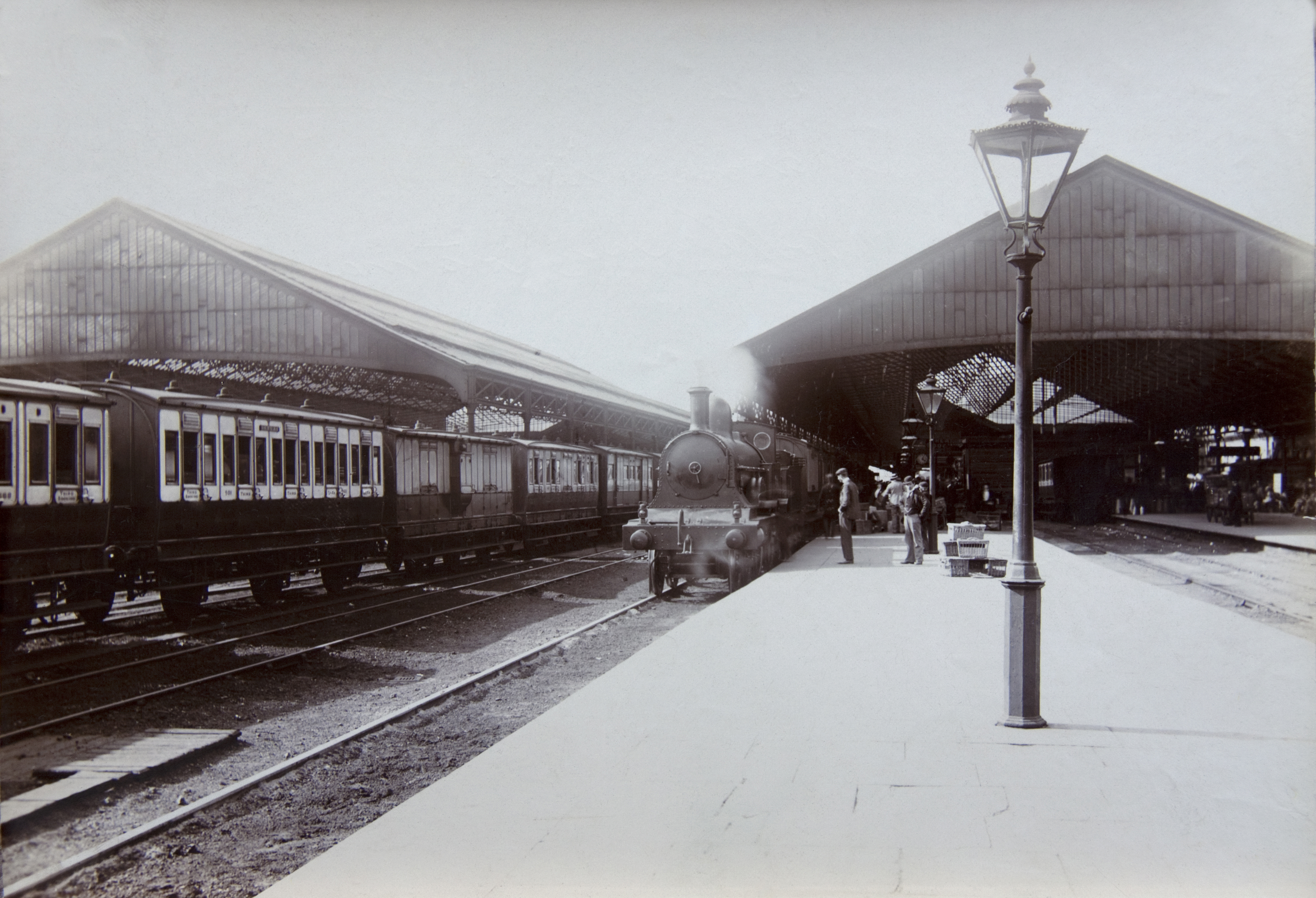
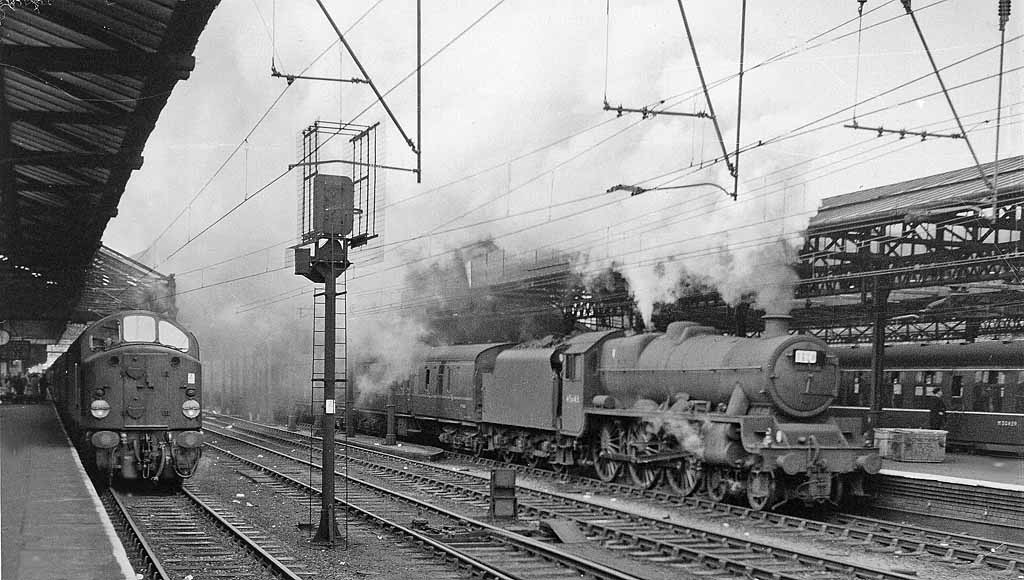
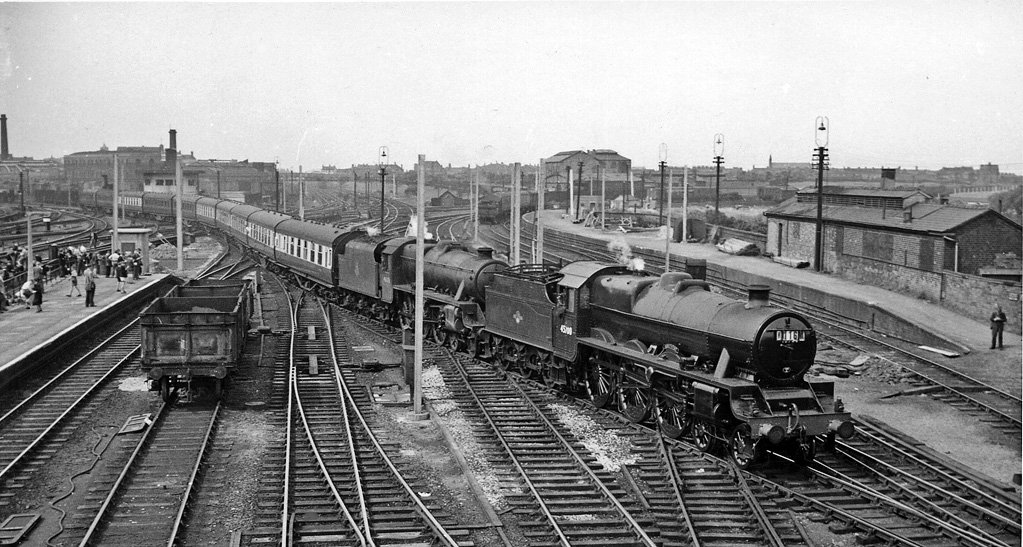
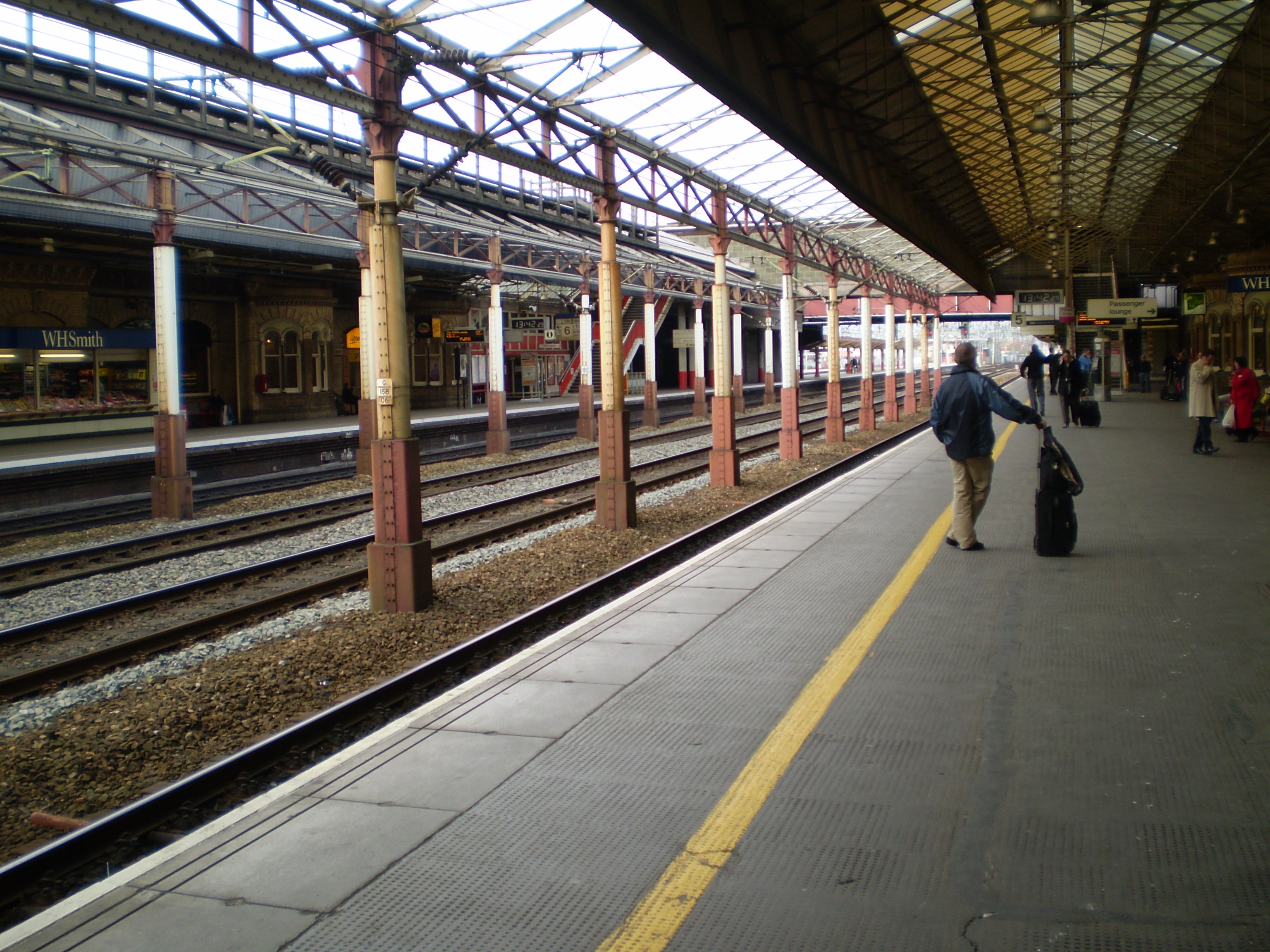
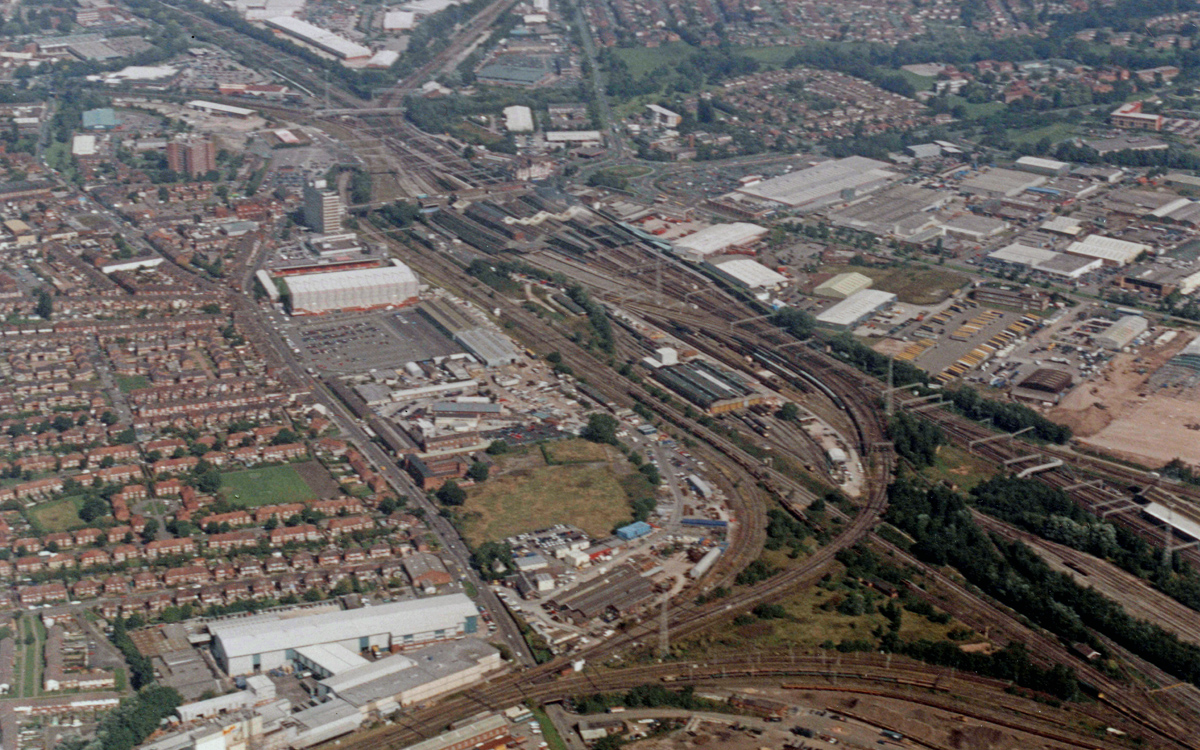
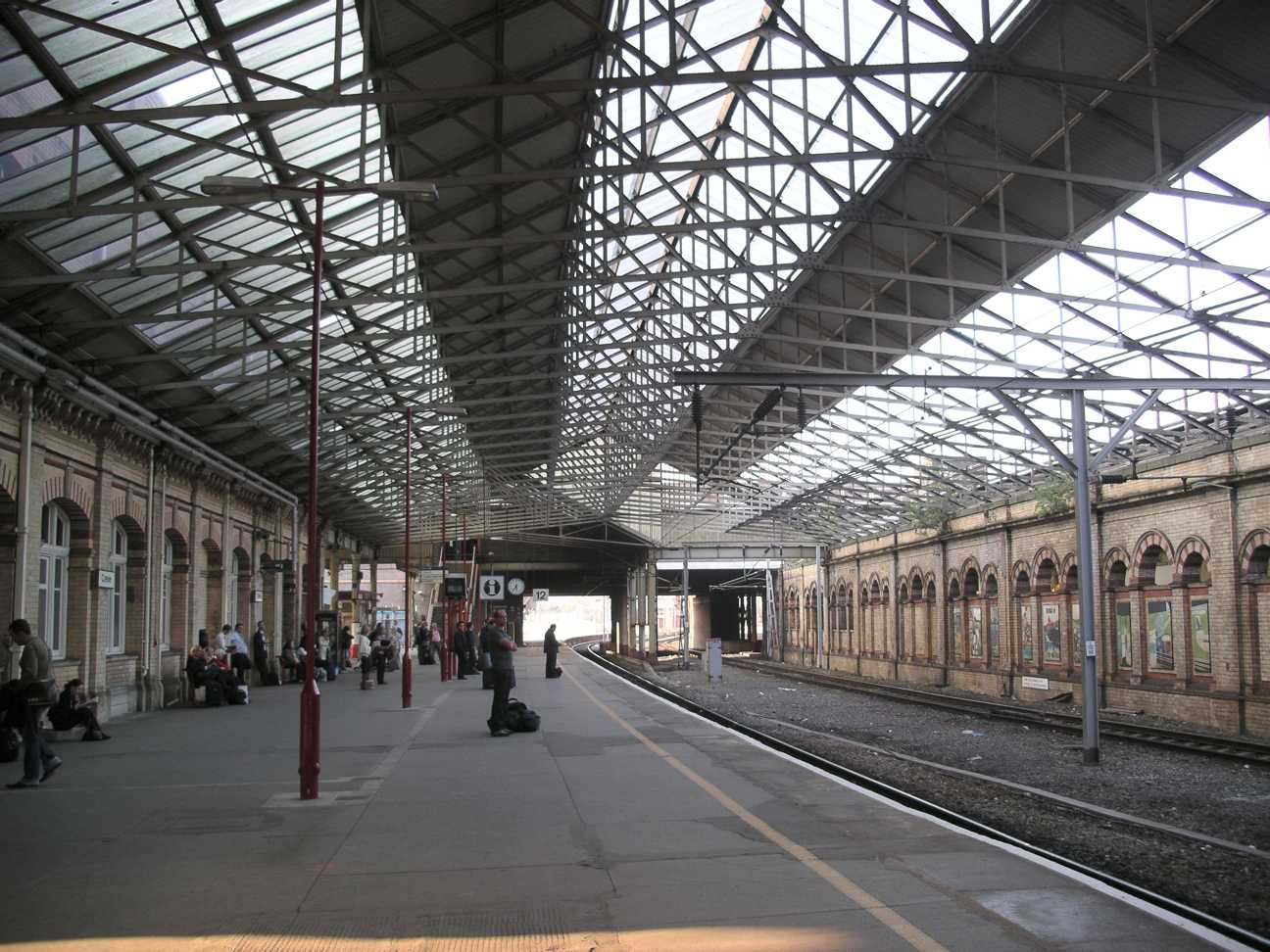